# Окинава арена
Окинава арена (јап. 沖縄アリーナ) је вишенаменска арена, који се налази у Окинави, Јапан. Има капацитет од 10.000 места за седење.

## Изградња
Планови за изградњу арене у граду Окинави направљени су још 2015. године. У 2016. години најављено је да ће спортски терен бити изграђен на месту које заузима ринг за борбу с биковима Окинава поред спортског парка Коза. Сачио Куваје, градоначелник града, представио је мастер план за вишенаменску арену капацитета за 10.000 људи 12. јула 2016. године. Објекат има шест спратова изнад земље и има паркинг за 1.000 возила.
Окинава арена има укупну површину од 26.200 m2 (282.000 sq ft). Његов процењени укупни трошак, укључујући паркинг просторе, је 17 милијарди јена.
Рушење ринга за борбу бикова планирано је да почне 2017. године, након чега је уследила изградња саме зграде арене. Церемонија полагања камена темељца одржана је 25. септембра 2018. године и планирано је да буде отворена до септембра 2020. године, међутим због непредвиђених проблема, изградња је завршена у јуну 2021. године.

## Употреба
Планирано је да Окинава арена буде дом за професионални кошаркашки тим Рјукју голден кингсе, а такође ће бити домаћин већине великих догађаја у граду Окинави.
То је било место које је Јапан понудио као базу одигравања утакмица једне од група Светског првенства у кошарци 2023., где је Јапан делио домаћиство са Филипинима и Индонезијом.